# Axel Rodrigues de Arruda
Axel Rodrigues de Arruda známý zkráceně jako Axel (* 9. leden 1970) je bývalý brazilský fotbalista a reprezentant.

## Reprezentační kariéra
Axel Rodrigues de Arruda odehrál za brazilský národní tým v roce 1992 celkem 1 reprezentační utkání.

## Statistiky
| Brazílie | Brazílie | Brazílie |
| Roky     | Záp.     | Góly     |
| -------- | -------- | -------- |
| 1992     | 1        | 0        |
| Celkem   | 1        | 0        |